# Handalan-klass
Handalan-klass benämndes fyra fartyg av modifierad Spica-klass som under 1979 exporterades till Malaysia. Fartygen har dieselmotorer i stället för gasturbiner och franska Exocet sjömålsrobotar som huvudbeväpning.

## Bestyckning
Fartygen är bestyckade med 4 Exocet-robotar, en 57 mm Bofors allmålspjäs, samt en 40 mm dito.

## Besättning
På fartyget finns det plats för 6 st officerare och 34 st man